# Демидов, Антон Вячеславович
Антон Вячеславович Демидов (род. 7 мая 1984 года, Пенза, Пензенская область, РСФСР, СССР) — российский политический и общественный деятель. Председатель Молодой Гвардии Единой России с 16 февраля 2022 года. Член Президиума Генерального совета партии «Единая Россия».

## Биография
Антон Вячеславович Демидов родился 7 мая 1984 года в городе Пенза Пензенской области.
Окончил Московский государственный технический университет имени Н.Э. Баумана (факультет информатики и систем управления).
Трудился в общественно-политической сфере, на патриотическом и волонтёрском направлении, а также в популяризации здорового образа жизни среди молодёжи.
В 2011—2012 годах — руководитель политотдела Межрегионального молодежного общественного движения «Новое Поколение».
В 2012—2014 годах — председатель Совета межрегионального молодежного общественного движения содействия патриотическому воспитанию молодежи «РУМОЛ».
В 2014—2018 годах — председатель Совета межрегионального общественного фонда поддержки гражданских инициатив «ГОРОД».
В феврале 2016 года был избран сопредседателем российского общественного движения «Антимайдан».
В 2019—2021 годах — председатель Совета федеральных координаторов Всероссийского добровольческого молодежного общественного движения "За патриотическое, духовно-нравственное воспитание молодежи «Волонтёрская рота Боевого Братства».
20 октября 2020 года назначен руководителем проекта Молодой Гвардии «Мобилизация».
18 ноября 2021 года назначен исполняющим обязанности председателя «Молодой Гвардии Единой России».
С 4 декабря 2021 года — член Президиума Генерального совета партии «Единая Россия».
16 февраля 2022 года избран председателем Молодой Гвардии Единой России.
11 сентября 2022 года был избран депутатом Законодательного собрания Пензенской области.
21 сентября 2022 года избран заместителем председателя комитета по государственному строительству, вопросам местного самоуправления Законодательного собрания Пензенской области.

## Санкции
15 января 2023 года, из-за вторжения России на Украину, внесён в санкционный список Украины, предполагается блокировка активов на территории страны, приостановка выполнения экономических и финансовых обязательств, прекращение культурных обменов и сотрудничества, лишение украинских госнаград.
22 сентября 2023 года Демидов включён в санкционный список Канады «соратников российского режима и агентов дезинформации» против причастных к депортации украинских детей в Россию и «созданию и распространению дезинформации и пропаганды, финансируемой Кремлем».

## Личная жизнь и увлечения
Является мастером спорта по пауэрлифтингу.

## Награды
- Медаль ордена «За заслуги перед Отечеством» II степени (2022)[19][20]
- Благодарственное письмо Президента Российской Федерации (2022).[источник не указан 306 дней]